# Одбрана хомосексуалности
Одбрана хомосексуалности (енгл. Offences agains one's self) је стручна монографија објављена 2010. године на српском језику, аутора Џереми Бентама (енгл. Jeremy Bentham) која садржи два текста. Превод на српски језик Сање Милутиновић Бојанић састављен је из две мање целине Бентамових рукописа: Преступи против самога себе (1785) и Преступи против доброга укуса (1814-1818).

## О књизи
Џереми Бентам је у размаку од преко педесет година, почев од 1774. до 1828. године, написао око сто страница о "неодговарајућим", "неправилним" или "ексцентричним" сексуалним навикама, посебно о хомосексуалности. У Библиотеци Јуниверсити Коледжа у Лондону чувају се рукописи и до сада још увек нису интегрално обједињени и објављени на енглеском језику. Књига Одбрана хомосексуалности је превод на српски језик састављена из две мање целине обрађених рукописа. Први текст Преступи против самога себе је рукопис из 1785. године који је за штампу приредио Луј Кромптом 1978. године. Други текст Преступи против доброга укуса превод је рукописа насталих од 1914. до 1818, које је за штампу припремио Чарлс Кај Огден и објавио 1931. године.
Текстови Џереми Бентама представљају прве познате аргументе за реформу хомосексуалног закона у Енглеској. Он се залаже за декриминализацију содомије, која се у његово време кажњавала вешањем. Он тврди да хомосексуални чинови не "ослабљују" мушкарце, нити угрожавају продужење људске врсте, као ни постојање институције брака, и документује њихову распрострањеност у старој Грчкој и Риму. Противи се кажњавању на утилитарним основама и напада аскетски сексуални морал.